# Brigitte Macron
Brigitte Marie-Claude Macron, tidigare Auzière, född Trogneux den 13 april 1953 i Amiens, är en fransk lärare och hustru till den franske presidenten Emmanuel Macron. Hon undervisar i litteratur vid Lycée Saint-Louis de Gonzague i Paris.
Hon var tidigare lärare i franska och latin vid en jesuitskola i Amiens, och det var där hon mötte Emmanuel Macron. Han var hennes elev i litteratur. Det skiljer 24 år och 8 månader mellan dem och paret avslöjade inte sin relation förrän Emmanuel hade fyllt 18 år den 21 december 1995. Paret gifte sig 2007.

## Utmärkelser
- Storkors av Dannebrogorden,  28 augusti 2018[2]
- Kommendör av Elfenbenskustens nationalorder,  21 december 2019[3]
- Storkorsriddare av Republiken Italiens förtjänstorden,  1 juli 2021[4]

[Redigera Wikidata]